# ليوناردو سانتوس لشبونة
ليوناردو سانتوس لشبونة (بالبرتغالية: Léo Lisboa‏) (1 يونيو 1994 في البرازيل - ) هو لاعب كرة قدم برازيلي في مركز الوسط. لعب مع نادي فيغورينسي ونادي تومبينس.

## وصلات خارجية
- ليوناردو سانتوس لشبونة على موقع قاعدة بيانات كرة القدم.إي يو (الإنجليزية)
- ليوناردو سانتوس لشبونة على موقع Soccerway.com (الإنجليزية)